# Rocketplane XP
Rocketplane XP era un disseny d'avió espacial suborbital que estava en desenvolupament al voltant de 2005 per Rocketplane Kistler. El vehicle havia de ser propulsat per dos motors de reacció i un motor de coet, destinat a permetre que arribés a l'espai suborbital. La XP hauria operat des de les bases espacials existents de manera coherent amb les pràctiques d'aviació comercial establertes. Es preveia que els vols comercials comencessin el 2009.  Rocketplane Global va declarar en fallida a mitjan juny de 2010. Els seus actius van ser subhastats el 2011.

## Disseny i desenvolupament
Tal com estava previst, Rocketplane XP transportaria un pilot i cinc passatgers en un perfil de vol des d'una pista emprant motors de reacció, com un avió convencional. Després pujaria a uns 12 km. Arribats a aquest punt, un motor de coet reutilitzable alimentaria el XP en una trajectòria suborbital fins a arribar a altituds superiors als 100 km després de la cremada. Aleshores, l'XP havia d'entrar a l'atmosfera terrestre i aterrar al mateix espai espacial sota la potència de reacció convencional. Les velocitats relativament baixes implicades significaven que el blindatge tèrmic no era una preocupació important. Es preveia que el XP funcionés des del Clinton-Sherman Industrial Airpark a prop de Burns Flat, Oklahoma.
El 24 de gener de 2006, Rocketplane Limited va anunciar un acord d'Space Act amb el Centre Espacial Lyndon B. Johnson de la NASA per al préstec d'un motor de coets Rocketdyne RS-88 durant tres anys, per utilitzar-lo en proves de vol del vehicle XP.